# Římskokatolická farnost Hrubá Skála
Římskokatolická farnost Hrubá Skála (lat. Magno-Skala, Grosskal) je církevní správní jednotka sdružující římské katolíky na území obce Hrubá Skála a v jejím okolí. Organizačně spadá do turnovského vikariátu, který je jedním z 10 vikariátů litoměřické diecéze.

## Historie farnosti
Jedná se o středověkou tzv. starou farnost, kdy datum jejího založení není přesně známo. Původní středověká farnost zanikla za husitských válek. Před vznikem lokálie zajišťoval místní duchovní správu hradní kaplan, který vykonával svou kněžskou službu na zámku Hrubá Skála. Od roku 1802 byla v místě zřízena lokálie a od tohoto roku jsou také vedeny matriky. Farnost byla kanonicky obnovena roku 1854.

### Duchovní správcové vedoucí farnost
Začátek působnosti jmenovaného v duchovní správě farnosti od:
- – 1394 Guilelmus
- 1739   capellanus arcis (zámecký kaplan) Carolus Ignat. Gerzabek
- cap. arc. Ambrosius Souczek
- 1765   cap. arc. Josephus Jona
- 1777   cap. arc. Adalbertus Marischka
- 1779   cap arc. Wencesl. Neplecha, n. Jílové u Ph., † 10. 8. 1803
- 1786   cap. arc. Joann. Kolisko, † 26. 3. 1800
- 1800   cap. loc. (kaplan lokálie) Jos. Neczas
- 1803   cap. loc. Wenc. Swoboda
- 1807   cap. loc. vacat
- 1808   cap. loc. Josef Neubner, n. 6. 1. 1778 Mariaschein, o. 24. 7. 1803, † 10. 9. 1826
- 1811   cap. loc. vacat
- 1811   cap. loc. Ioann. Arnold, n. 14. 1. 1785 Mn. Hradište, o. 1807, † 14. 8. 1872
- 1815   cap. loc. Antonín Marek, n. 16. 9. 1785 Turnau, o. 30. 8. 1808, † 15. 2. 1877
- 1820   cap. loc. Josef Hála, n. 3. 6. 1789 Parvobielens., o. 24. 8. 1812, † 19. 1. 1828
- 1824   cap. loc. Josef Schaurek, n. 21. 9. 1787 Zasadens., o. 24. 4. 1813, † 9. 2. 1864
- 1828   cap. loc. Petr Krejčí, n. 27. 6. 1796 Březynens., o. 24. 8. 1819
- 1829   cap. loc. Ign. Štěpánek, n. 7. 2. 1799 Paseky, n. 7. 9. 1823, † 20. 3. 1836
- 1833   cap. loc. Joann. Bernard, n. 6. 11. 1799 Modricens., o. 24. 8. 1824, † 13. 11. 1859
- 1834   cap. loc. Joann. Scholz, n. 25. 2. 1801 Leština, o. 23. 8. 1825, † 17. 6. 1874
- 1836   cap. loc. Mich. Preisler, n. 6. 7. 1801 Przikraens., o. 2. 9. 1829, † 25. 12. 1876
- 1838   cap. loc. Joann. Czermak, n. 7. 12. 1807 Neobolesl., o. 28. 9. 1832
- 1855   proto-par. (prvo-farář) Joann. Czermak, n. 7. 12. 1807 Neobolesl., o. 28. 9. 1832, † 13. 3. 1880
- 1861   Wenc. Horák, n. 20. 7. 1809 Fürstenbruck, o. 3. 8. 1835, † 22. 8. 1875
- 1875   Josef Svoboda, n. 24. 3. 1834 Turnau, o. 25. 7. 1857, † 4. 6. 1905
- 1880   Josef Lexa, n. 10. 10. 1844 Doubravic., o. 20. 7. 1869, † 23. 2. 1917
- 1895   par. vacat, admin. interc. Rudolf Šubrt
- 1896   Wenc. Ron, n. 10. 1. 1851 Turnau, o. 18. 7. 1875, † 17. 11. 1903
- 1903   par. vacat, admin. interc. Rudolf Šubrt
- 1904   Rudolf Šubrt, n. 27. 3. 1866 Bělá, o. 29. 6. 1890, † 19. 12. 1939
- 1915   Eduard. Richta, n. 8. 9. 1874 Kukleny, o. 10. 7. 1898, † 11. 8. 1957
- 1. 5. 1919   Thom. Strupek, n. 18. 12. 1881 Luka, o. 12. 7. 1908
- 1. 9. 1953   Josef Kovář
- 29. 4. 1958  Antonín Špička
- 15. 9. 1976  Pavel Uličný, admin. exc. z Rovenska pod Troskami
- 1. 8. 1982   František Kocman, admin. exc. z Rovenska pod Troskami
- 1. 3.  2019  Tomasz Dziedzic, admin. exc. z Rovenska pod Troskami[3]

## Území farnosti
Do farnosti náleží území obce:
- Bohuslav[2] (Bohuslaw[4])[p 1]
- Bukovina[2]
- Doubravice[2] (Doubrawitz[4])[p 1]
- Hnanice[2] (Hnanitz[4])[p 1]
- Hořensko[2]
- Hrubá Skála[2] (Groß-Skal[4])[p 1]
- Ktová[4] – uváděna k roku 1949 (Ktowa[4])[p 1]
- Nová Ves[2]
- Podháj[2]
- Radeč (ad Kacanovy)[2]
- Radvánovice[2] (Radwanowitz[4])[p 1]
- Rokytnice[2] (Rokitnitz, varianta Roketnitz[4])[p 1]
- Sedmihorky (Lázně Sedmihorky),[2] (Wartenberg[4])[p 1]
- Želejov[2] (Schellejow, varianta Želejow[4])[p 1]

## Římskokatolické sakrální stavby a místa kultu na území farnosti
| | Fotografie | Stavba            | Místo       | Bohoslužby                      | Zeměpisné souřadnice             | Status       | Číslo kulturní památky                       |
| Kostel | Kostel     | Kostel            | Kostel      | Kostel                          | Kostel                           | Kostel       | Kostel                                       |
| --- | ---------- | ----------------- | ----------- | ------------------------------- | -------------------------------- | ------------ | -------------------------------------------- |
| 1. |            | Kostel sv. Josefa | Hrubá Skála | bližší informace o bohoslužbách | 50°32′42″ s. š., 15°11′35″ v. d. | farní kostel | 34132/6-2550 (Pk•MIS•Sez•Obr•WD) (Q19800583) |
| Některé drobné sakrální stavby a pamětihodnosti lze dohledat zde v databázi Drobné sakrální památky Zaniklé sakrální stavby lze dohledat zde v databázi Poškozené a zničené kostely, kaple a synagogy v České republice |            |                   |             |                                 |                                  |              |                                              |

Ve farnosti se mohou nacházet i další drobné sakrální stavby, místa římskokatolického kultu a pamětihodnosti, které neobsahuje tato tabulka.

## Příslušnost k farnímu obvodu
Z důvodu efektivity duchovní správy byl vytvořen farní obvod (kolatura) farnosti Rovensko pod Troskami, jehož součástí je i farnost Hrubá Skála, která je tak spravována excurrendo.

## Galerie

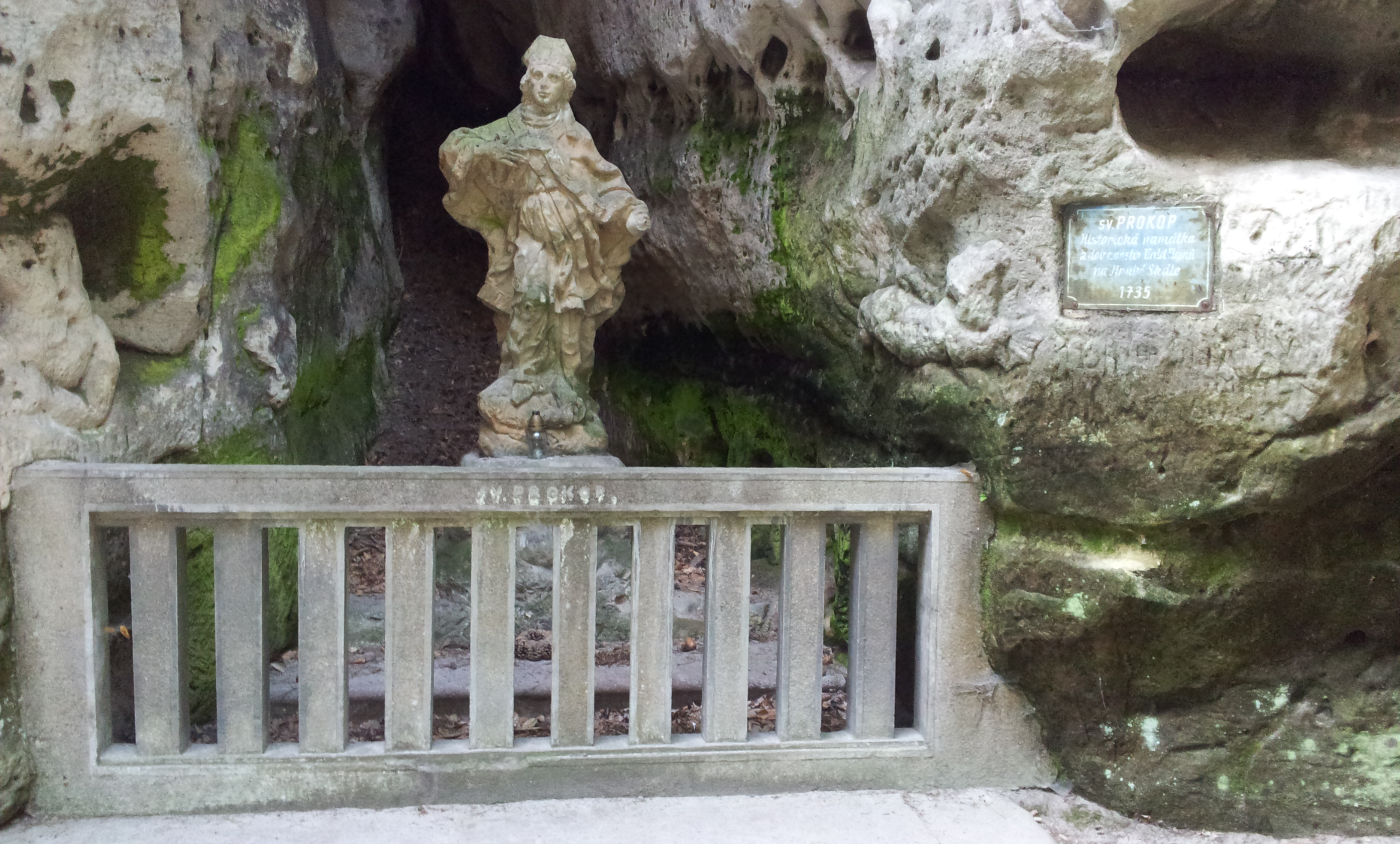
Socha sv. Prokopa v Hrubé Skále
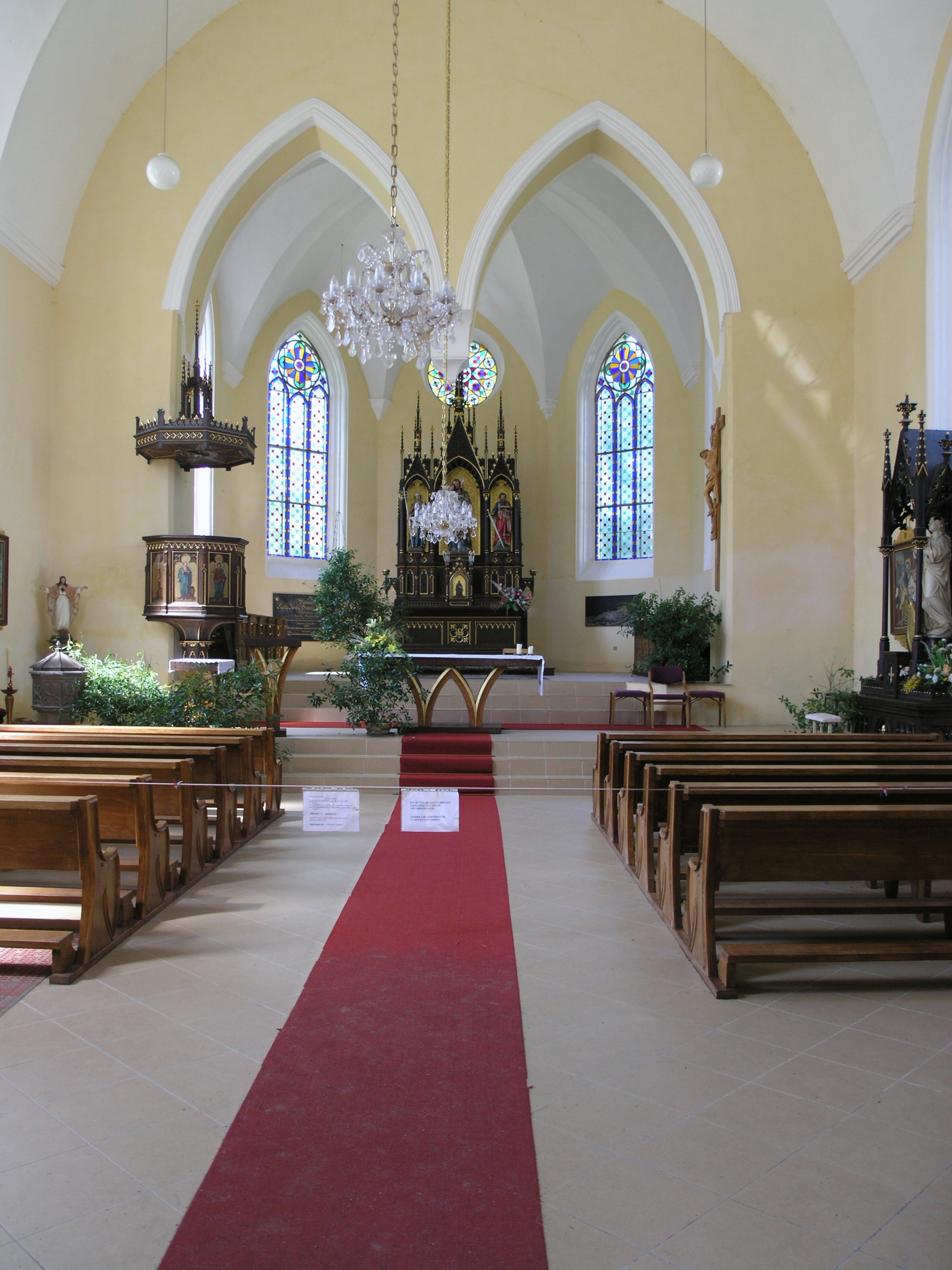
Interiér kostela sv. Josefa v Hrubé Skále
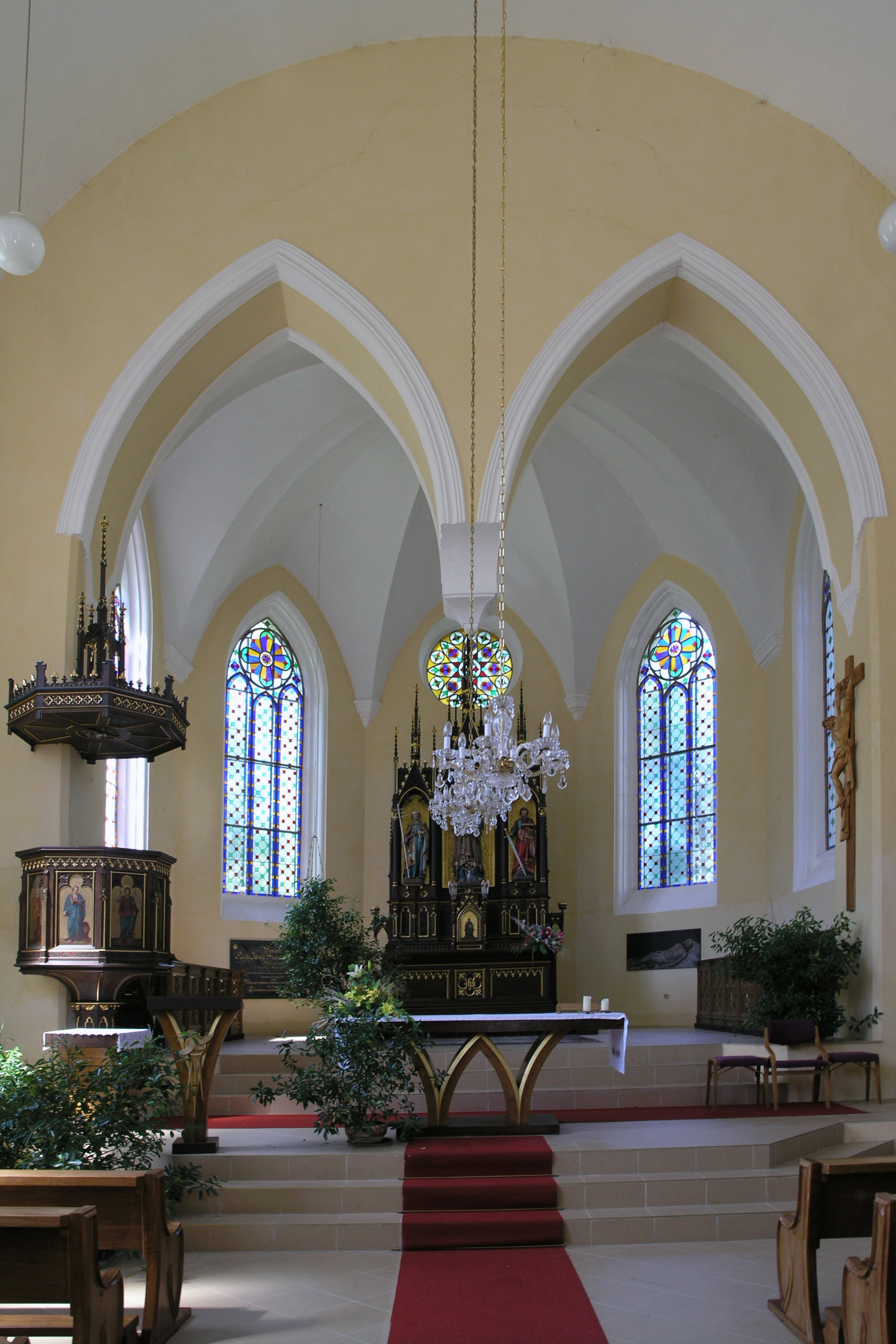
Detail presbytáře kostela sv. Josefa v Hrubé Skále
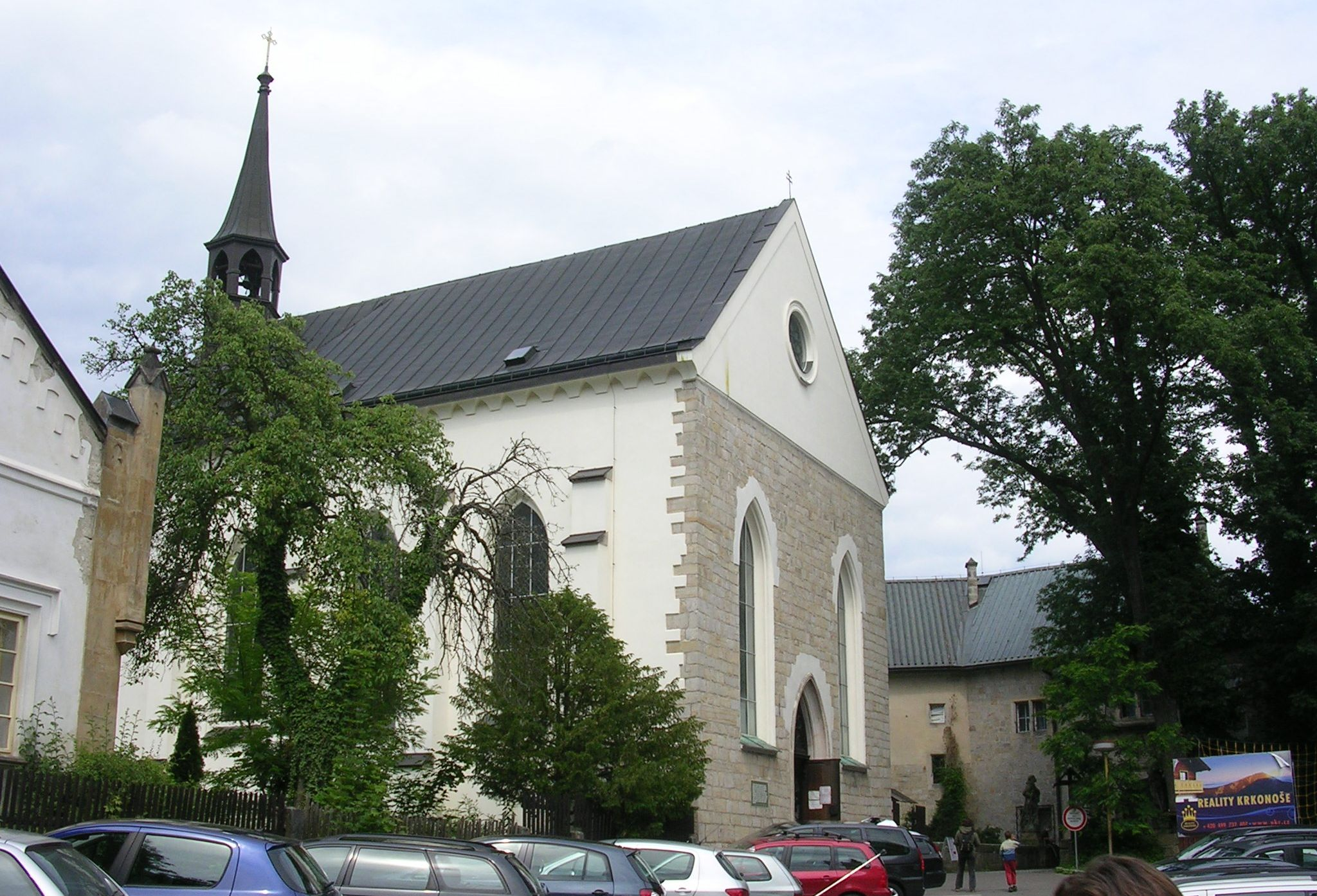
Pohled na kostel sv. Josefa v Hrubé Skále z parkoviště
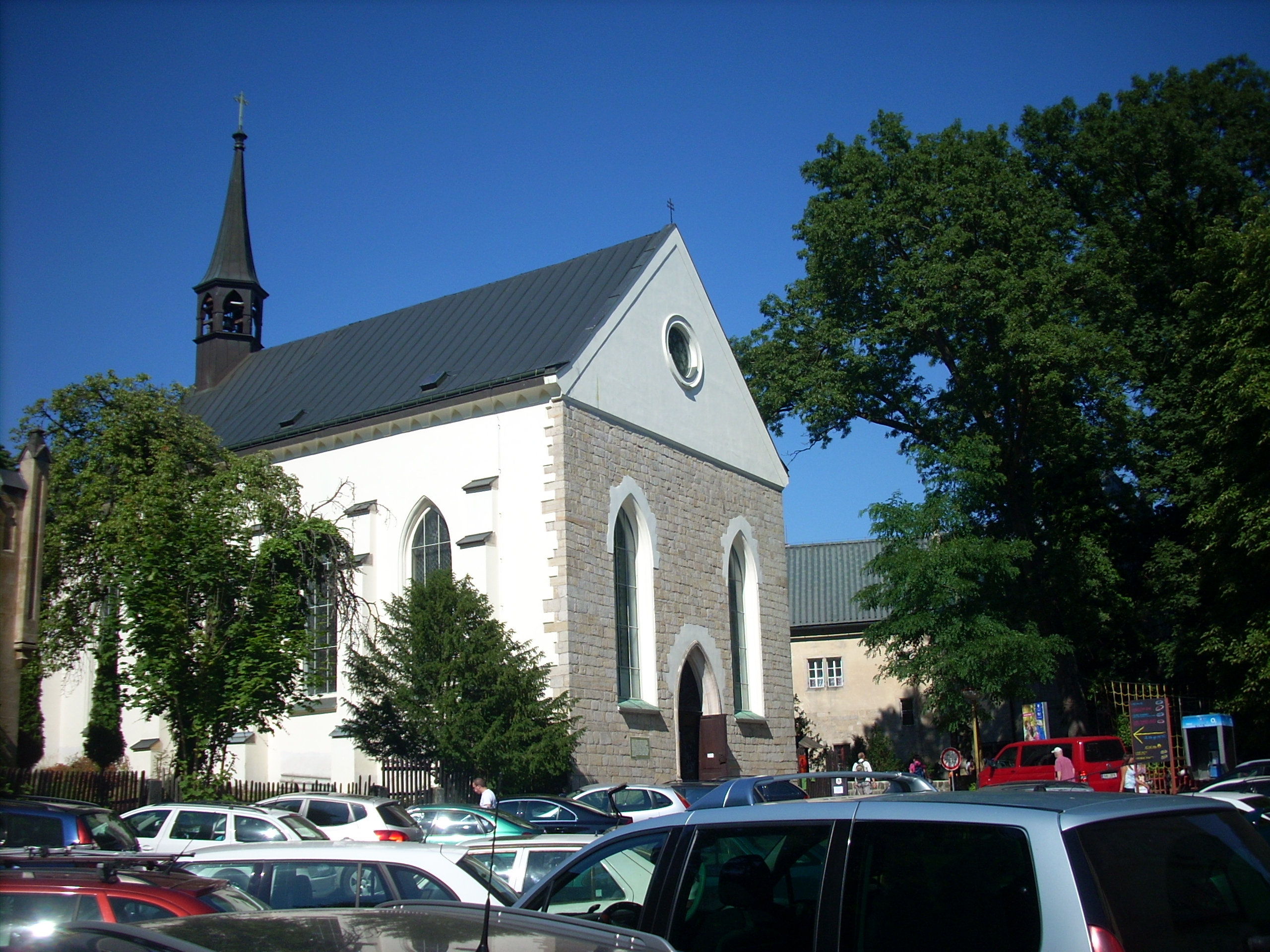
Pohled z parkoviště na kostel sv. Josefa v Hrubé Skále
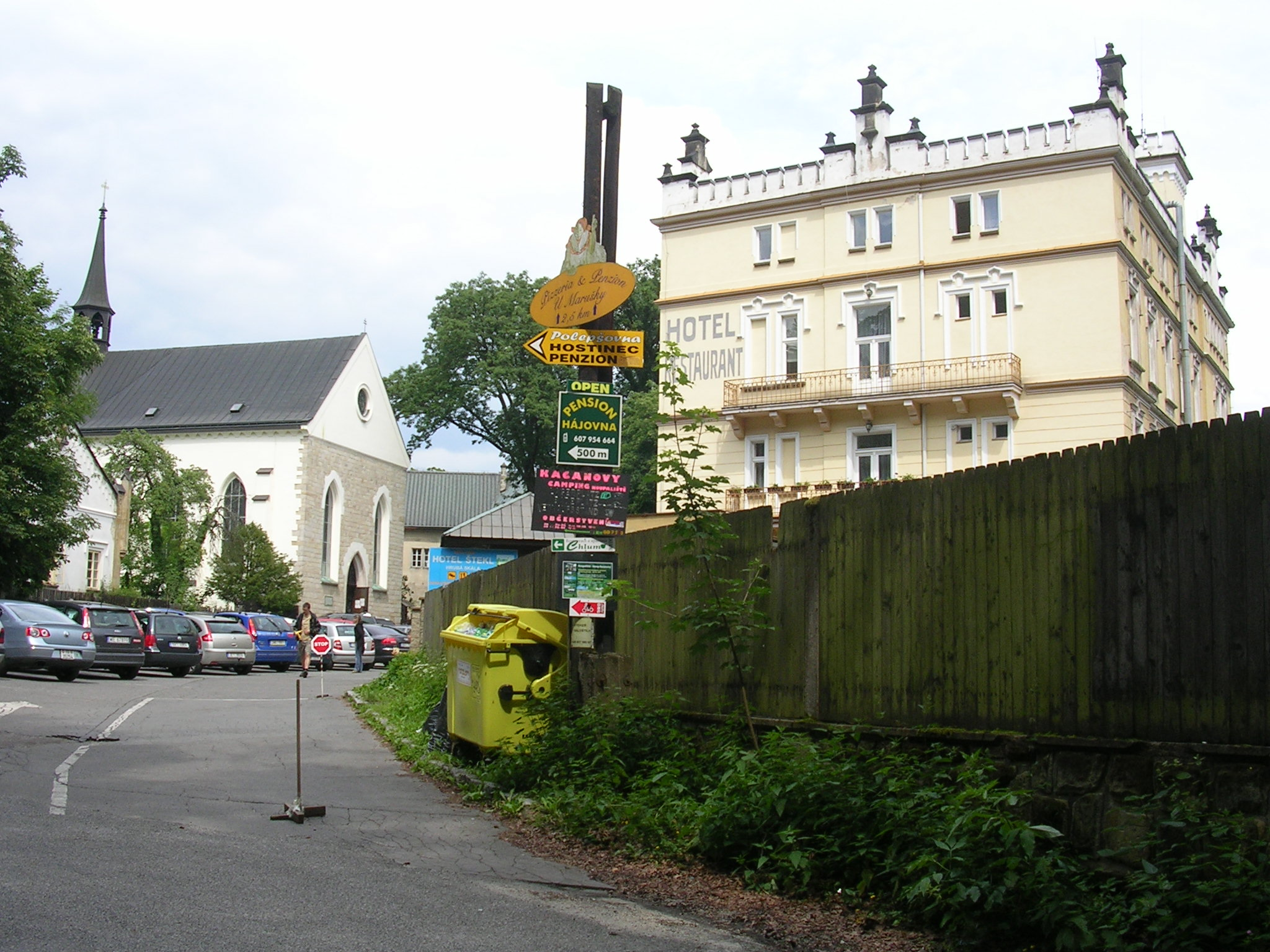
Kostel sv. Josefa v Hrubé Skále z příjezdu k zámku
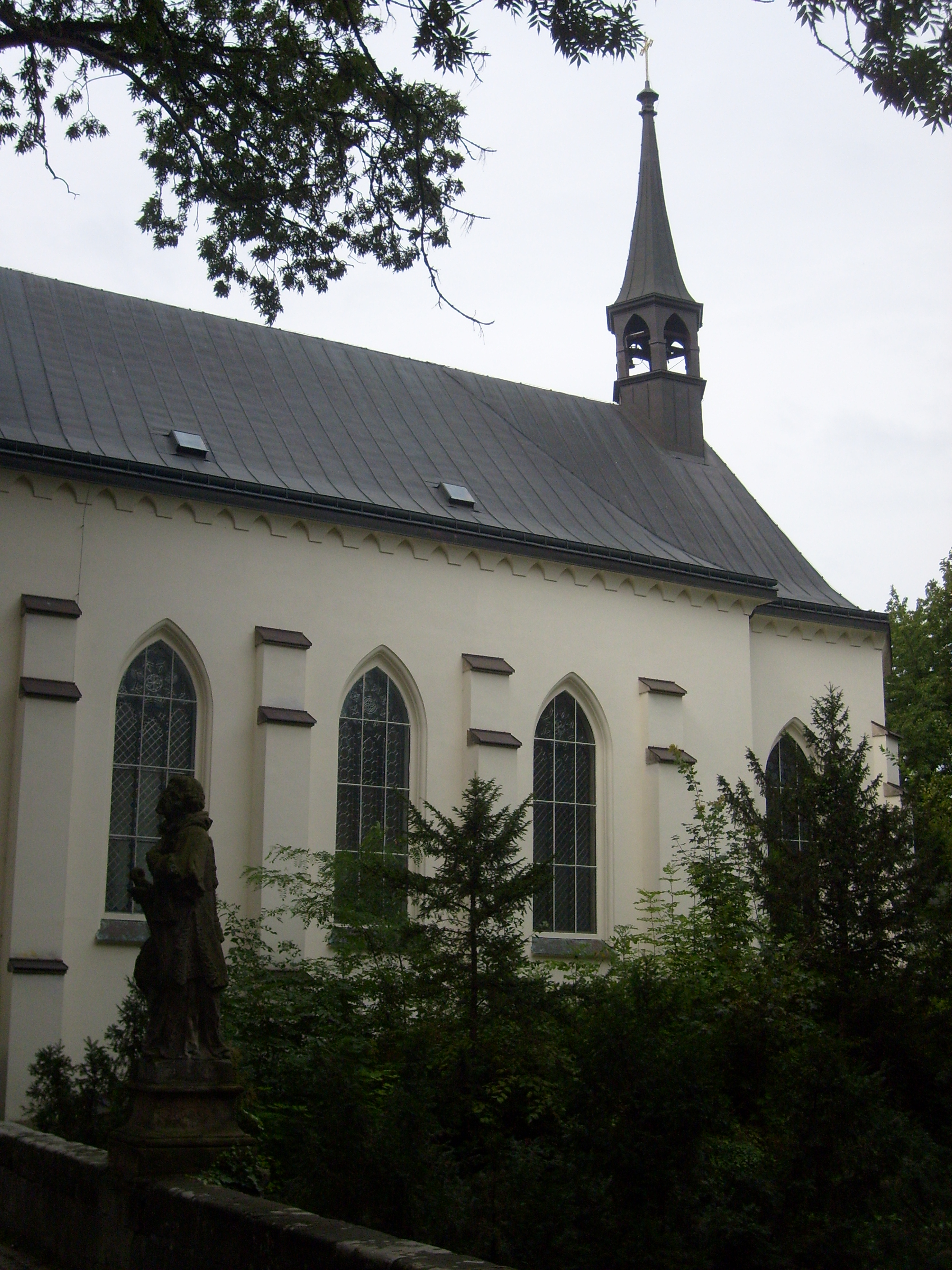
Závěr kostela sv. Josefa v Hrubé Skále
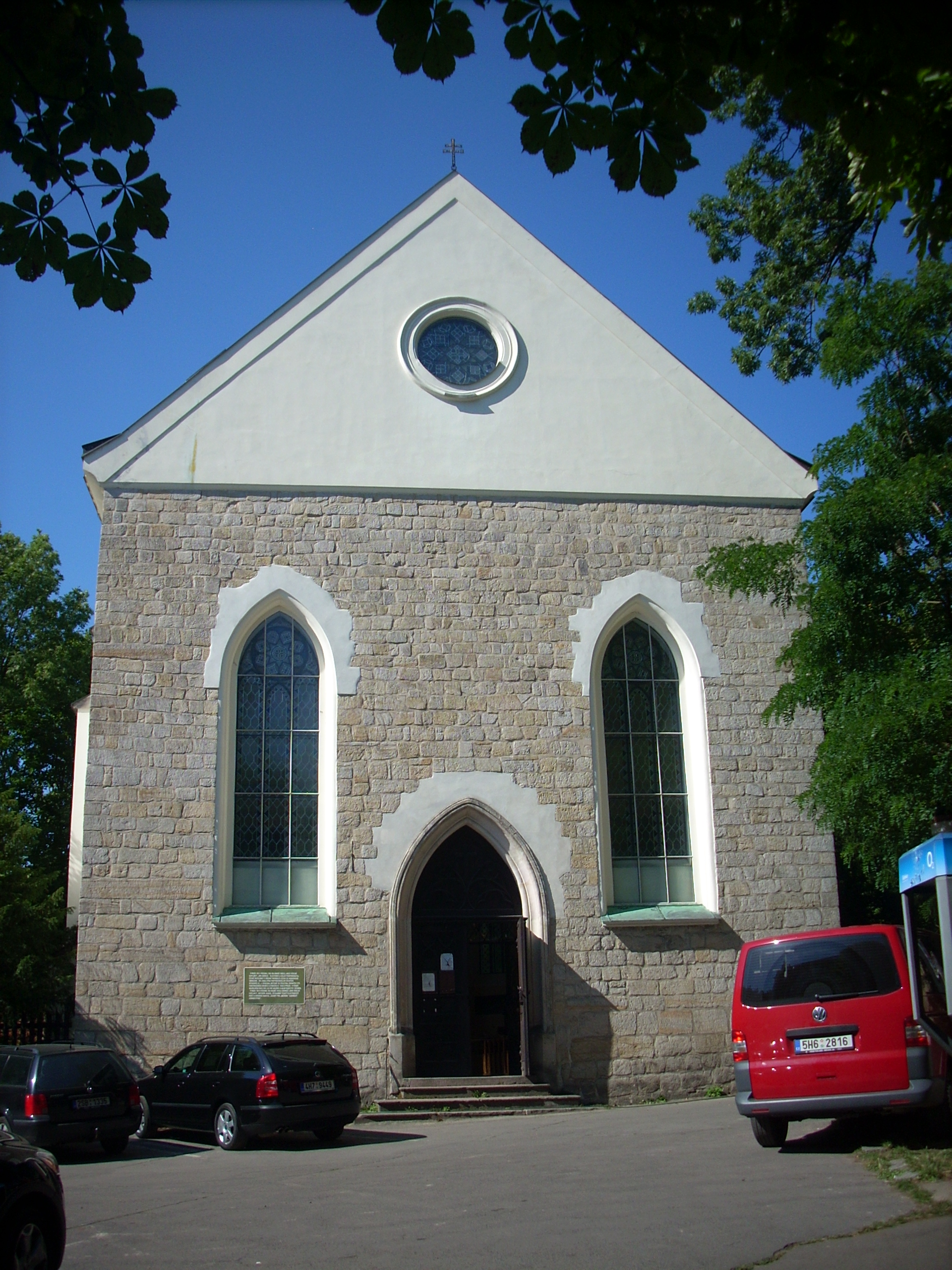
Průčelí kostela sv. Josefa v Hrubé Skále